# 봉은사로

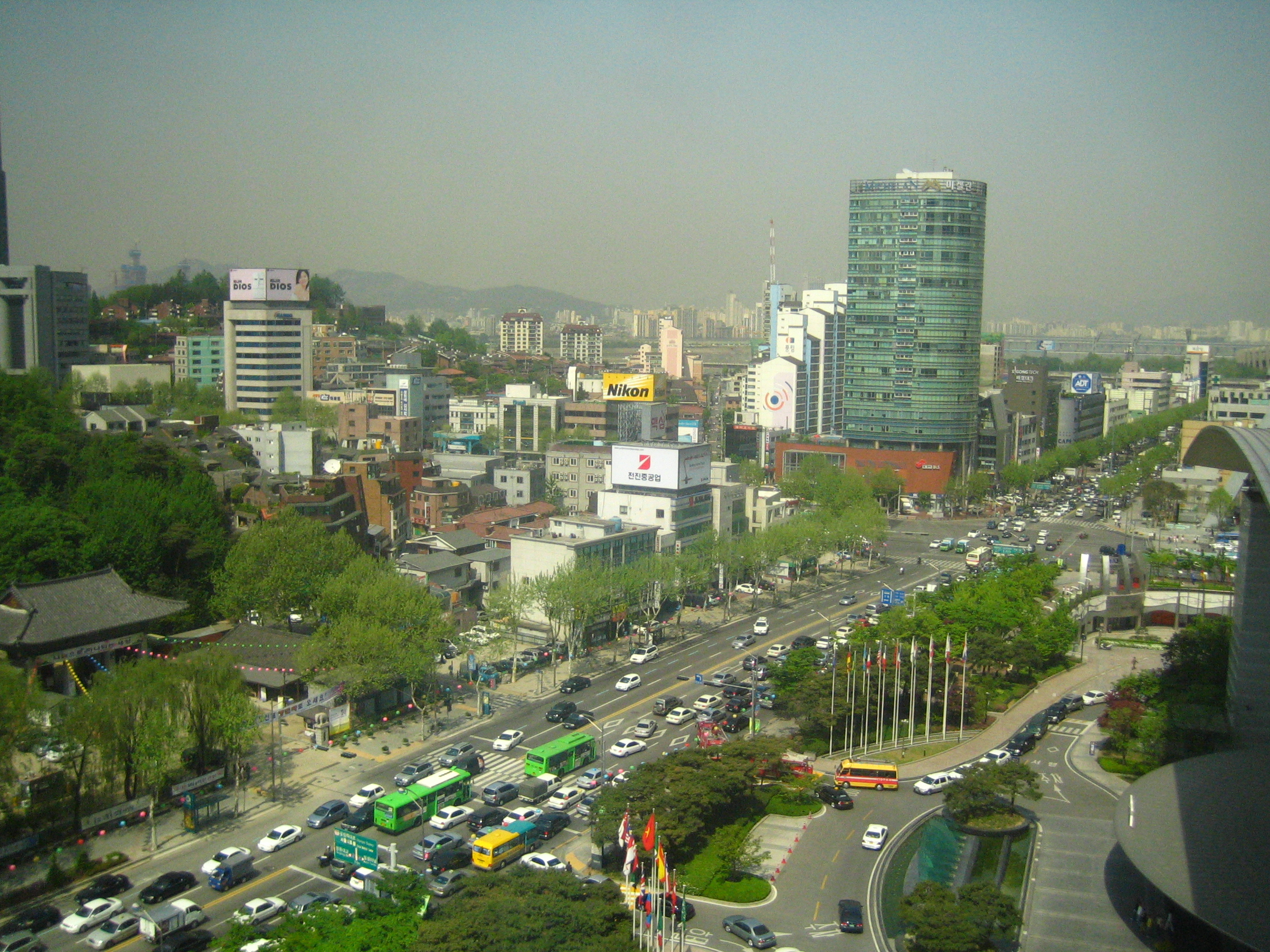
2005년경의 봉은사로

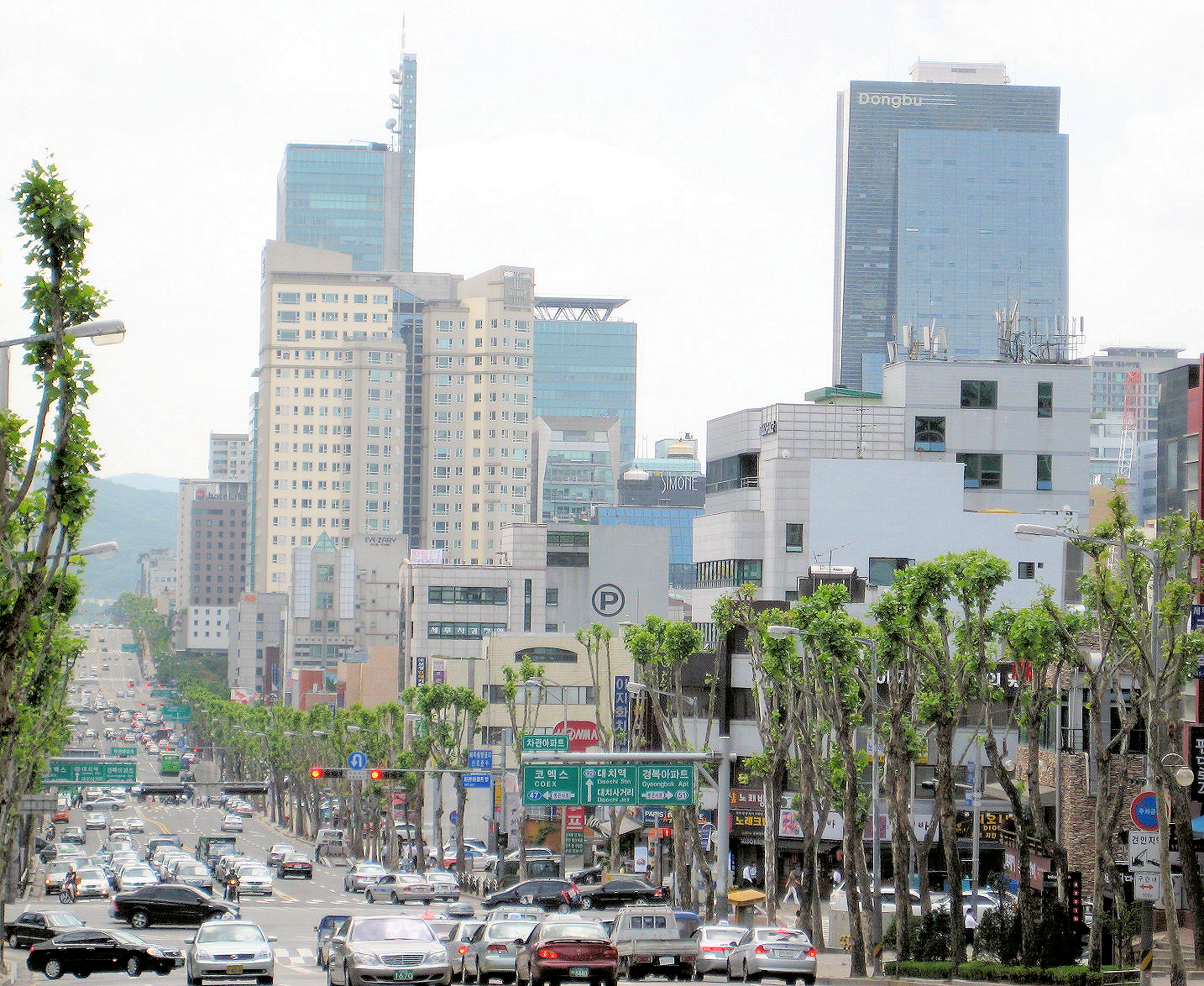
삼성중앙역 사거리 일대

봉은사로(奉恩寺路, Bongeunsa-ro)는 서울특별시 강남구 논현동 교보타워사거리에서 송파구 잠실동 종합운동장을 잇는 왕복 6차선 도로로, 길이는 3.9km이다. 이 도로의 지하로 서울 지하철 9호선이 통과한다.

## 역사
- 1972년 : 제일생명사거리[1]에서 봉은사사거리(구간 거리 3.3 km)를 봉은로(奉恩路)로 제정[2]
- 1986년 : 도로명을 봉은사로로 개명하고 종점을 종합운동장으로 연장

## 경유지
서울특별시
- 강남구 - 송파구

## 노선
교보타워사거리(신논현역) - 노보텔앰배서더강남 - 강남 차병원 사거리(언주역) - 경복아파트 사거리 - 삼릉공원(선정릉역) - AID아파트(삼성중앙역) - 봉은사, COEX - 코엑스교차로(봉은사역) - 봉은교 -종합운동장

## 연결 도로
시작점인 교보타워사거리에서는 강남대로, 사평로가 연결되며, 종점인 종합운동장에서는 탄천동로와 연결된다. 탄천동로를 통해 북쪽으로 가다보면 올림픽대로와 연결되며, 남쪽으로 가면 잠실자동차극장에서 테헤란로와, 숯내교에서 새말로와 직결되며, 향후 헌릉로와 직결이 예정되어있다.

## 같이 보기
- 강남대로
- 사평로